# Alexej Mittendorf
Alexej Mittendorf (14 dicembre 1980) è un ex giocatore di football americano tedesco, che ha giocato come tight end.

## Palmarès
- 1 World Games (2005)
- 1 Europeo (2010)